# Hușciîn, Cernihiv
Hușciîn (în ucraineană Гущин) este un sat în comuna Kîiinka din raionul Cernihiv, regiunea Cernihiv, Ucraina.

## Demografie
Componența lingvistică a localității Hușciîn
     Ucraineană (94,59%)
     Rusă (5,41%)
Conform recensământului din 2001, majoritatea populației localității Hușciîn era vorbitoare de ucraineană (94,59%), existând în minoritate și vorbitori de rusă (5,41%).